# Nokia N80

Nokia N80 este un smartphone creat de Nokia. Este bazat pe platforma S60 cu sistemul de operare Symbian 9.1. Este echipat cu Wi-Fi, Bluetooth, port Infraroșu, radio FM, slot miniSD, UpnP și jocuri Java 3D.

## Design
Deasupra ecranului se găsește un LED albastru care clipește atunci când telefonul este în hibernare, senzorul de lumină determină dacă este necesară iluminarea tastaturii și reglează luminozitatea ecranului. Camera frontală este VGA este destinat pentru autoportrete și conferințe video.
Camera este situat pe spate, cu un bliț. Pe partea stângă se află slotul pentru card de memorie.
Butonul de alimentare și portul de infraroșu sunt situate pe partea de sus.
Portul de alimentare și conectorul Pop-Port se află în partea de jos.

## Multimedia
Camera foto are 3.2 megapixeli cu bliț LED și zoom digital de 20x care suportă rezoluția maximă de 2048 x 1536 pixeli. Camera frontală este VGA.
Camera video poate înregistra până la de cadre pe secundă. Player-ul video este Real Player.

## Conectivitate
Nokia N80 dispune de un port infraroșu, un conector Pop-Port este situat în partea de jos a telefonului și WAP 2.0, Java MIDP 2.0 și un browser XHTML. 
Smarthpone-ul are Wi-Fi 802.11 g care suportă criptările WEP (64 și 128 biți), 802.1x și WPA.
Bluetooth-ul este versiunea 1.2 cu suport pentru cască, handsfree, DUN, FTP și profilele Object Push.
Are Radio-ul FM Stereo și aplicația Visual Radio.
Suportă  GPRS și EDGE.

## Caracteristici
- Ecran TFT de 2.1 inchi cu rezoluția de 352 x 416 pixeli
- Procesor ARM 9 tactat la 220 MHz
- Memorie internă 40 MB, 64 MB RAM
- Camera de 3.2 megapixeli cu bliț LED
- GPRS, EDGE, UMTS
- Wi-Fi 802.11 g
- PTT (Push to Talk)
- Port Infraroșu
- Sistem de operare Symbian v9.1, S60 UI
- Bluetooth 1.2
- Slot card miniSD
- Pop-Port
- Radio FM Stereo și aplicația Visual Radio